# De Kelders
De Kelders is een kustplaatsje in de Zuid-Afrikaanse provincie West-Kaap. De Kelders behoort tot de gemeente Overstrand dat onderdeel van het district Overberg is.